# Ana (mama lui Samuel)
Ana (/ˈhænə/; în ebraică חַנָּה‎, Ḥannāh, „favoare”, „har”) este una din soțiile lui Elcana menționate în Cartea întâia a Regilor. Potrivit Bibliei ebraice, ea a fost mama lui Samuel.

## Relatarea biblică
Povestea Anei este relatată în Cartea întâi a Regilor 1:2-2:21. În afara primelor două capitole din Cartea întâia a Regilor (1 Samuel), ea nu mai este menționată nicăieri în Biblie.
Omul acela [Elcana - n.n.] avea două femei: numele uneia era Ana și numele celeilalte era Penina. Penina avea copii, iar Ana nu avea copii.
În narațiunea biblică, Ana este una dintre cele două soții ale lui Elcana. Ea nu avea copii, în timp ce cealaltă soție, Penina, i-a născut copiii lui Elcana. Cu toate acestea, Elcana o prefera pe Ana. Potrivit lui Lillian Klein, folosirea acestui chiasm subliniază poziția celor două femei: Ana este soția principală, dar, cu toate acestea, Penina este cea care a născut copii. Statutul de soție primară al Anei și sterilitatea ei amintesc de situațiile Sarei și Rebecăi din Facerea 17:15-21 și, respectiv, din Facerea 25:20-26. Klein sugerează că Elcana a luat-o pe Penina ca a doua soție din cauza sterilității Anei.

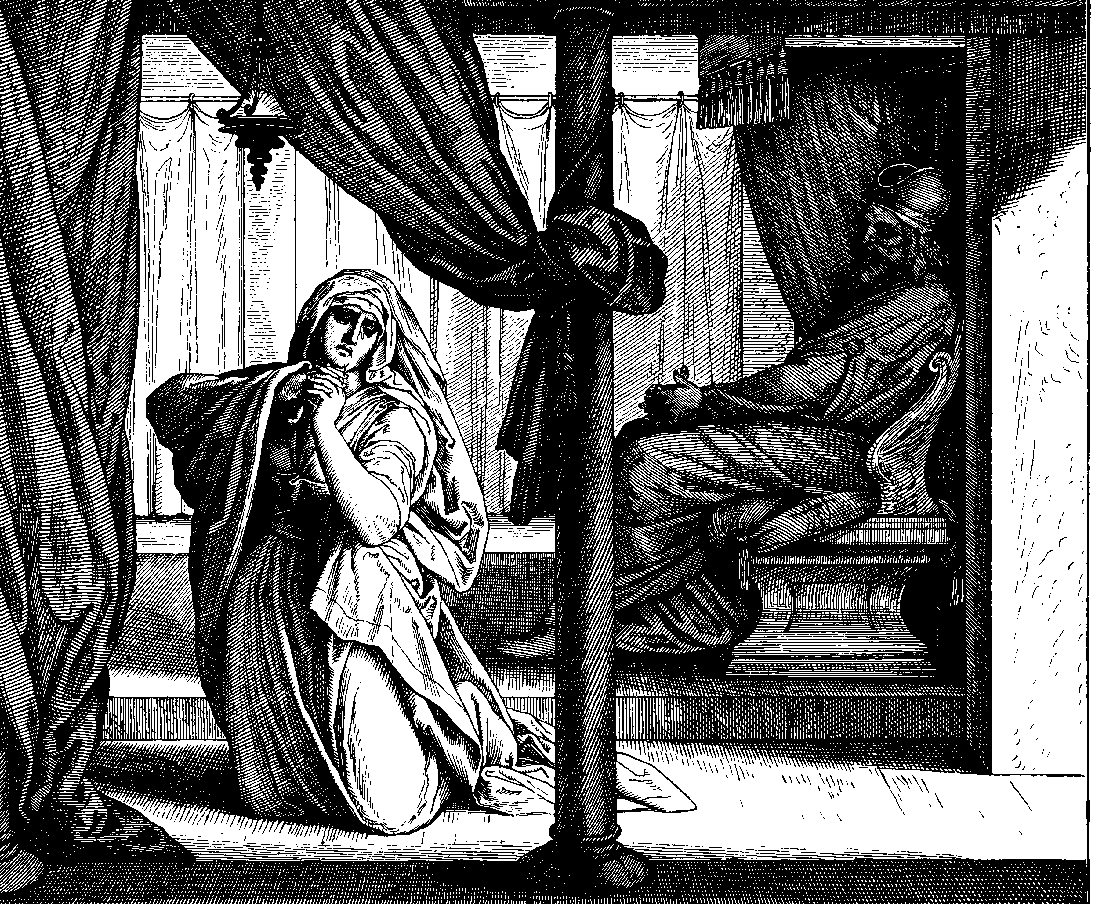
Rugăciunea Anei, gravură pe lemn din 1860 realizată de Julius Schnorr von Karolsfeld

În fiecare an, Elcana aducea jertfă lui Dumnezeu în sanctuarul din Șilo și îi dădea o parte Peninei și copiilor ei, iar Anei îi dădea o porție dublă „pentru că el iubea pe Ana mai mult decât pe Penina, căci Domnul închisese pântecele ei” (1 Regi 1:5). Într-o zi, Ana a mers la templu și s-a rugat plângând amarnic (1 Regi 1:10), în timp ce marele preot Eli stătea pe un scaun lângă ușa cortului. În rugăciunea ei, ea i-a cerut lui Dumnezeu să-i dea un fiu și, în schimb, a făgăduit că îl va face slujitor al lui Dumnezeu. Ea a promis că el va rămâne nazarit în toate zilele vieții lui. Potrivit lui Lillian Klein, valoarea femeilor este demonstrată în mod clar de capacitățile lor de a naște copii. Povestirea biblică plasează durerea Anei în eșecul ei personal și apoi o atrage într-un context comunitar. Disperarea jurământului Anei indică faptul că doar purtarea unui copil de sex masculin ar stabili-o în comunitate.
Marele preot Eli a văzut-o murmurând fără a i se auzi glasul și a crezut că este beată. Atunci când ea l-a asigurat că este doar o femeie întristată, el a binecuvântat-o și a trimis-o acasă. Ulterior Ana a rămas însărcinată și a născut un fiu pe care l-a numit Samuel, care înseamnă Auzit de Dumnezeu, „căci își zicea ea: «De la Domnul Dumnezeul Savaot l-am cerut!»” (Cartea întâi a Regilor 1:20). Numirea copiilor de către femei în Israelul premonarhic sugerează că femeile aveau un rol social autoritar, cel puțin în cadrul familiei. Ana l-a crescut pe Samuel până când copilul a fost înțărcat și l-a adus la templu împreună cu o jertfă.
Ana este, de asemenea, considerată prorociță: în cântarea ei de mulțumire (Cartea întâi a Regilor 2:1-10) ea este inspirată „să discearnă în propria experiență individuală legile universale ale iconomiei divine și să recunoască semnificația acesteia pentru întreg cursul Împărăției lui Dumnezeu”. Acest cântec poate fi comparat cu Magnificat, cântarea de mulțumire a Mariei din Noul Testament (Luca 1:46-55), dar comentatorul biblic A.F. Kirkpatrick notează că „Magnificat ar trebui comparat cu grijă cu cântecul Anei, care este mai degrabă un ecou decât o imitație. Asemănarea constă mai mult în gândire și în ton decât în limbajul propriu-zis și oferă o mărturie valoroasă și foarte delicată a adaptării acestui imn la situația concretă a Anei”.
Eli i-a binecuvântat apoi pe Elcana și pe Ana pentru că au rânduit ca primul lor născut să devină slujitor al lui Dumnezeu, iar ea a mai născut trei băieți și două fete, având șase copii în total.

## În critica biblică contemporană
Conflictul Anei cu rivala ei, infertilitatea și dorința ei de a avea un fiu sunt motive stereotipice. Potrivit lui Michelle Osherow, Ana reprezintă personajul solicitantului sincer și recunoscător care laudă gloria divină. Ana a fost o figură importantă a protestantismului englez timpuriu, care sublinia importanța rugăciunii particulare. Talmudul consideră cererea Anei în sanctuarul din Șilor ca un exemplu de rugăciune. Povestea Anei este un text Haftarah citit în sărbătoarea Roș Hașana.

### Samuel sau Saul
Forma ebraică a numelui „Saul” este shaul, iar povestea nașterii lui Samuel conține utilizarea repetată a rădăcinii verbale înrudite sh-'-l în diferite forme, inclusiv în versetul în care Ana explică numele fiului ei (1:20). În versetul 28 apare forma shaul („încredințat”), care este identică cu numele ebraic Saul. Prin urmare, unii comentatori biblici critici au sugerat că această poveste s-a referit inițial la nașterea lui Saul, dar că numele „Saul” a fost înlocuit cu „Samuel” la o dată ulterioară.

## Jurămintele
Pasajele biblice Numerii 30:11-13 îi permit unui soț să anuleze o făgăduială făcută de soția sa, dacă își manifestă obiecția atunci când află de ea. Cu toate acestea, dacă el nu spune nimic, făgăduiala trebuie să se țină. Data viitoare când Elcana se duce la Șilo, Ana rămâne acasă pentru a-și îngriji copilul, dar ea îi spune că îl va înfățișa pe băiat înaintea Domnului atunci când va fi înțărcat. Elcana răspunde: „Fă cum ți se pare că este bine”. În ceea ce privește timpul când „copilul a fost înțărcat” există unele discuții cu privire la vârsta la care Samuel a fost adus la templu. Ana își respectă temeinic făgăduiala făcută, aducând un copil sănătos și educat religios pentru a sluji în sanctuar. Calitatea sacrificiului reflectă calitatea credinței.
În Levitic există o serie de prevederi care permit anularea jurămintelor sau a promisiunilor bănești destinate preoților și templului. Așadar, Ana ar fi putut alege acea opțiune pentru a-și respecta jurământul, dacă, după o reflecție calmă, odată ce a născut un fiu, s-ar fi simțit incapabilă să se despartă de el.

## În artă

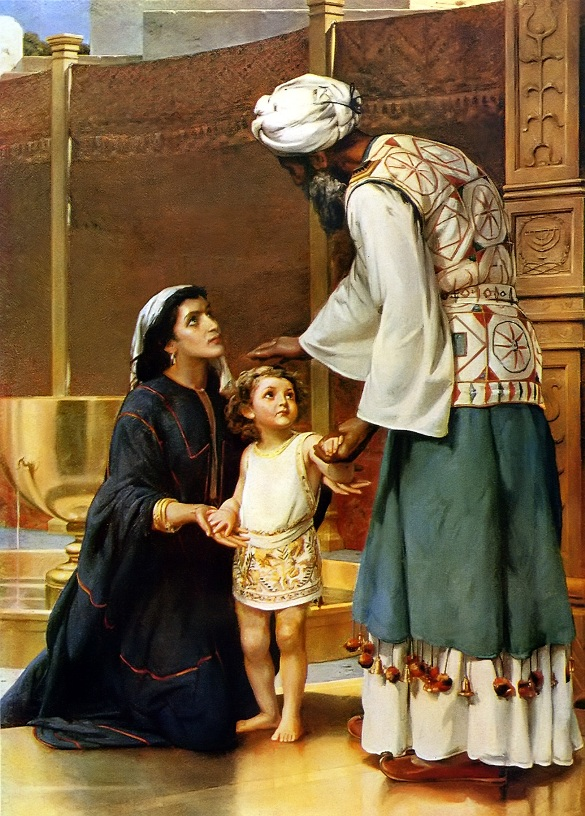
Samuel adus de Ana la Templu, pictură realizată de Frank W.W. Topham

Sticlarul englez William Wailes a realizat un vitraliu care îi înfățișează pe Ana, Samuel și Eli pentru Biserica „Sf. Fecioară Maria” din Ambleside, Marea Britanie.